# 女强人
女强人（英語：Iron Lady）是指才能出眾，精明幹練的女性。也是對專注事業並獲得成就的女性的一種稱呼。女强人的稱呼是對女性在社會努力有成的一種肯定，但仍有女權支持者認為，在強人前加上女字，始終帶有性別歧視，而「強人」一詞古時有強盜的意思，若應用於男性政治人物身上，則與獨裁者同義，因此不受女權支持者認同。
傳統上，不論是東方還是西方社會，普遍存在著男尊女卑，女性甚少可涉足政治或商業。女性以家庭為重，但西方社會在20世紀開始，隨著工業革命為社會帶來的變化，漸漸變得男女平等，女性接受教育和投票，以至在社會發展事業的機會不斷增加，於是逐漸有傑出成就的女性出現，「巾幗不讓鬚眉」。
在政治人物方面，女强人一般被稱為「鐵娘子」，而「鐵娘子」這稱呼，最早出現於英國傳媒報導當時仍為保守黨黨魁及反對黨領袖，後來成為首位女性英國首相的撒切尔夫人的新聞上稱呼，當時這個稱呼源於撒切尔夫人嚴厲批評蘇聯的政策。美国《福布斯》杂志推出新榜单，点评全球最具影响力的100位女性。獲選人一般會被社會上稱為「鐵娘子」，如德國總理梅克爾。現代女强人如何平衡家庭與事業，常是關注的焦點。

## 字源
有一說法，「女強人」這個名詞源自香港的一套電視劇《家變》的女主角洛琳（汪明荃飾）：劇中洛琳的父親因為鹹水樓的問題而失踪，被逼一力承擔家族生意，並闖出一片新天。「強人」這個字原來在標準普通話的意思等同強盜，但隨着香港人（特別是香港的女性）在大陸的活動，這個名詞亦伴隨而在當地、以至全世界的華人社會裡通行。
但實際上強人一詞並不完全等同強盜、搶匪（出自《水滸傳》），如《三國志平話·卷中》：「軍師真個強人！」就指才能出眾的人，1978年港劇《強人》和同名主題曲也沒有指強盜的意思。《家變》一劇也沒有在臺灣播放，女強人一樣在台灣長期普遍使用，可見女強人一詞出自香港電視劇是穿鑿附會。
另台灣女權運動者認為女強人有性別歧視的含意，特別強調女性的性別。